# موسي أباد (تشناران)
موسي أباد (بالفارسية: موسی‌آباد) هي قرية تقع في قسم بيزكي الريفي (مقاطعة تشناران) في إيران. يقدر عدد سكانها بـ 104 نسمة .